# Eleição municipal do Recife em 2008
A eleição municipal na cidade brasileira do Recife realizou-se em 5 de outubro de 2008, assim como parte das eleições nos 26 estados brasileiros.
Seis candidatos concorreram à prefeitura da cidade do Recife, e a vitória coube ao candidato João da Costa, do PT, que garantiu sua vitória no primeiro turno com 432.707 mil votos (51,54%).
Além disso a cidade elegeu 37 vereadores para a Câmara Municipal. O mais votado foi André Ferreira, do PMDB, com um total de 15.117 mil votos. Seguido por Luciano Siqueira, do PCdoB, com 13.113 mil votos.

## Antecedentes
Na eleição municipal de 2004, João Paulo Lima e Silva, do PT, da coligação da Fente de esquerda do Recife, venceu a eleição no primeiro turno tendo como seu vice Luciano Siqueira do PCdoB. O candidato do PT foi eleito com 458.846 votos válidos (56,11%), em 2004. Antes de vencer a eleição para prefeito, João Paulo ajudou a criar o Partido dos Trabalhadores em Pernambuco, em 1980, foi eleito em 1988 o primeiro vereador do PT em Recife e prefeito em 2000.

## Candidatos
|  | Nº | Candidato(a) a prefeito | Candidato(a) a prefeito                                            | Candidato(a) a vice-prefeito | Candidato(a) a vice-prefeito                            | Coligação |
|  | -- | ----------------------- | ------------------------------------------------------------------ | ---------------------------- | ------------------------------------------------------- | --- |
|  | 13 |                         | João da Costa (PT) João da Costa Bezerra Filho                     |                              | Milton Coelho (PSB) Milton Coelho da Silva Neto         | Frente do Recife - Partido dos Trabalhadores (PT) - Partido Socialista Brasileiro (PSB) - Partido Comunista do Brasil (PCdoB) - Partido Democrático Trabalhista (PDT) - Partido da Mobilização Nacional (PMN) - Partido Trabalhista Brasileiro (PTB) - Partido Republicano Progressista (PRP) - Partido Trabalhista do Brasil (PTdoB) - Partido Social Democrata Cristão (PSDC) - Partido da República (PR) - Partido Trabalhista Nacional (PTN) - Partido Republicano Brasileiro (PRB) - Partido Renovador Trabalhista Brasileiro (PRTB) - Partido Social Liberal (PSL) - Partido Humanista da Solidariedade (PHS) |
|  | 15 |                         | Raul Henry (PMDB) Raul Jean Louis Henry Junior                     |                              | Bruno Rodrigues (PSDB) Bruno Campelo Rodrigues de Souza | Por um Novo Recife - Partido do Movimento Democrático Brasileiro (PMDB) - Partido da Social Democracia Brasileira (PSDB) |
|  | 16 |                         | Katia Telles (PSTU) Katia Maria da Silva Telles                    |                              | Jair Sila (PSTU) Jair Pedro da Silva                    | Sem coligação - Partido Socialista dos Trabalhadores Unificado (PSTU) |
|  | 20 |                         | Carlos Eduardo Cadoca (PSC) Carlos Eduardo Cintra da Costa Pereira |                              | Rossini Barreira (PPS) Rossini Barreira Santos          | Amor Pelo Recife - Partido Social Cristão (PSC) - Partido Popular Socialista (PPS) - Partido Progressista (PP) - Partido Trabalhista Cristão (PTC) - Partido Verde (PV) |
|  | 21 |                         | Roberto Numeriano (PCB) Carlos Roberto Magalhães Numeriano         |                              | Aníbal Valença (PCB) Aníbal de Oliveira Valença         | Sem coligação - Partido Comunista Brasileiro (PCB) |
|  | 25 |                         | Mendonça Filho (DEM) José Mendonça Bezerra Filho                   |                              | André de Paula (DEM) André Carlos Alves de Paula Filho  | Sem coligação - Democratas (DEM) |
|  | 50 |                         | Edilson Silva (PSOL) Edilson Francisco da Silva                    |                              | Zé Gomes (PSOL) José Gomes de Sá Neto                   | Sem coligação - Partido Socialismo e Liberdade (PSOL) |

## Resultados
| João da Costa (PT)          | Milton Coelho (PSB)     | 432.707   | 51,54%  |
| Mendonça Filho (DEM)        | André de Paula (DEM)    | 206.827   | 24,63%  |
| Raul Henry (PMDB)           | Bruno Rodrigues (PSDB)  | 137.728   | 16,41%  |
| Carlos Eduardo Cadoca (PSC) | Rossini Barreira (PPS)  | 30.929    | 3,07%   |
| Edilson Silva (PSOL)        | Zé Gomes (PSOL)         | 25.568    | 3,01%   |
| Katia Telles (PSTU)         | Jair Sila (PSTU)        | 3.890     | 0,46%   |
| Roberto Numeriano (PCB)     | Aníbal Valença (PCB)    | 1.938     | 0,23%   |
| Total de votos válidos      | Total de votos válidos  | 839.587   | 100,00% |
| Votos apurados              |                         |           |         |
| Votos válidos               | Votos válidos           | 839.587   | 89,78%  |
| Votos em branco             | Votos em branco         | 44.309    | 4,74%   |
| Votos nulos                 | Votos nulos             | 51.235    | 5,48%   |
| Total de votos apurados     | Total de votos apurados | 935.131   | 100,00% |
| Eleitores                   |                         |           |         |
| Comparecimento              | Comparecimento          | 935.131   | 84,37%  |
| Abstenções                  | Abstenções              | 173.254   | 15,63%  |
| Total de eleitores          | Total de eleitores      | 1.108.385 | 100,00% |
| Total de seções: 2.818      |                         |           |         |